# قائمة حلقات الفتاة الساحرة مادوكا ماجيكا
الفتاة الساحرة مادوكا ماجيكا هو مسلسل أنمي من العام 2011 كتبه رباعي ماجيكا (وهم أكيوكي شينبو وأتسوهيرو إيواكامي وغين أوروبوتشي وأومي أوكي)، من إنتاج شافت وتوزيع أنيبلكس. تدور أحداث الفيلم حول قصة طالبة المدرسة الإعدادية اليابانية مادوكا كانام ذات الأربعة عشر عامًا، والتي تُعرض عليها فرصة الحصول على أي أمنية بشرط أن تصبح فتاة ساحرة وتحارب السحرة الأشرار.

## قائمة الحلقات
| الرقم | العنوان                                                                    | إخراج             | تاريخ العرض الأصلي |
| ----- | -------------------------------------------------------------------------- | ----------------- | ------------------ |
| 1     | قابلتها أول مرة في حلم... أو شيء (باليابانية: …夢の中で会った、ような)     | يويكيهيرو مياموتو | 7 يناير 2011       |
| 2     | سيكون هذا رائعًا حقًا (باليابانية: それはとっても嬉しいなって)               | ماساهيرو موكاي    | 14 يناير 2011      |
| 3     | لم أعد أخاف من أي شيء (باليابانية: もう何も怖くない)                       | يوكي ياس          | 21 يناير 2011      |
| 4     | المعجزات والسحر حقيقيون (باليابانية: 奇跡も、魔法も、あるんだよ)           | شينيتشي أوماتا    | 28 يناير 2011      |
| 5     | مستحيل أن أندم أبدًا (باليابانية: 後悔なんて、あるわけない)                 | تاكاهيرو ماجيما   | 4 فبراير 2011      |
| 6     | هذا خطأ كبير (باليابانية: こんなの絶対おかしいよ)                          | فوجياكي أساري     | 11 فبراير 2011     |
| 7     | أيمكنك مواجهة مشاعرك الحقيقية؟ (باليابانية:？本当の気持ちと向き合えますか) | توشياكي كيدوكورو  | 18 فبراير 2011     |
| 8     | كنت غبية، غبية جدًا (باليابانية: あたしって、ほんとバカ)                    | تاكاشي كواباتا    | 25 فبراير 2011     |
| 9     | لن أدع هذا يحدث أبدًا (باليابانية: そんなの、あたしが許さない)              | ماساهيرو موكاي    | 4 مارس 2011        |
| 10    | لن أعتمد على أحد بعد الآن (باليابانية: もう誰にも頼らない)                 | يوكي ياس          | 11 مارس 2011       |
| 11    | العنوان العربي (باليابانية: 最後に残った道しるべ)                          | كوتونو واتانابي   | 21 أبريل 2011      |
| 12    | العنوان العربي (باليابانية: わたしの、最高の友達)                          | يوكيهيرو مياموتو  | 21 أبريل 2011      |